# Salarias guttatus
Salarias guttatus är en fiskart som beskrevs av Valenciennes, 1836. Salarias guttatus ingår i släktet Salarias och familjen Blenniidae. Inga underarter finns listade i Catalogue of Life.